# Палієнко Микола Васильович
Микола Васильович Палієнко (30 вересня 1896, с. Бесідка, Київська губернія — 21 липня 1944, біля м. Броди) — сотник Армії УНР, майор польської армії та дивізії «Галичина».

## Життєпис

### Юність
Палієнко Микола народився 30 вересня 1896 року в селі Бесідка.
Після закінчення колегії ім. П. Галагана у Києві 1914, поступив до університету ім. Св. Володимира в Києві на фізико-математичний факультет.
1 листопада 1915 р. поступив юнкером у Миколаївську артилерійську школу, по закінченню якої 1 квітня 1916 р. в ранзі хорунжого, виїхав на фронт.
Останнє звання у російській армії — поручик.

### У лавах УНР
З розпадом Російської імперії, повернувся додому.
10 грудня 1918 р. він зголосився до служби у Дніпровській гарматній Бригаді військ Директорії, у складі якої брав участь у боях проти польської армії на Галицькому фронті, а згодом (після того, як у травні 1919 р. бригаду було передано з УГА до Дієвої армії УНР) — проти більшовиків.
29 грудня 1919 р. підвищений до сотника.
Брав участь у всіх боях за винятком перших місяців 1920 року, коли відхворів плямистим тифом (захворів у грудні 1919 р.).
У 1920—1921 рр. служив у 1-й Запорізькій гарматній бригаді Армії УНР.
Після звільнення з інтернування у Каліші 1922 року, виїздить до Чехословаччини до Подєбрад, де 1927 р. закінчив хіміко-технологічний відділ Українську Господарську Академію, як інженер-технолог.

### У польському війську

В часі служби в польській армії

В 1928 р. вступає як контрактовий старшина на службу до польської армії.
Від 1932 до 1934 закінчує Вищу Воєнну Школу у Варшаві
1938 року його підвищено до майора.
Від 1 вересн 1939 року на чолі 3-го дивізіону 26-го полку легкої артилерії відбивав атаки Вермахту, був поранений і потрапив у полон. З табору його витягли емісари ОУН.
У 1940—1943 р. працює інженером на цукроварні в Переворську, а згодом директором у Городенці.

### У лавах дивізії «СС Галичина»
В червні 1943 р. він зголосився до стрілецької дивізії «Галичина» й після артилерійського перевишколу в Бенешові залишився інструктором на підстаршинському курсі у Пожічі. Німецьке командування, враховуючи його воєнний досвід, признало йому ранґу майора (Waffen SS Sturmbannführer). У Дивізії майор Микола Палієнко був начальником підстаршинської школи, згодом командував дивізіоном важкої артилерії. В лютому 1943 року командував артилерійською батерією у складі дивізійної бойової групи Баєрсдорфа: група складалася з піхотного куреня і артилерійської батерії; сам командир групи майор Баєрсдорф командував піхотною частиною.
На початку 1944 року як командир батерії бере участь у бойовій групі дивізії проти червоних партизан на Любашивщині. Від березня проходить тримісячний курс командирів дивізіонів артилерії в Амстердамі і згодом як командир 4-го (важкого) дивізіону бере участь Битві під Бродами. У Княжому, керуючи вогнем для забезпечення прориву, загинув.

## Нагороди
- Хрест Симона Петлюри (УНР)
- Хрест Воєнних заслуг 2-го класу з мечами (Третій Рейх) — за бої у складі БГ «Байєрсдорф»